# Cantón de Bléneau
El cantón de Bléneau era una división administrativa francesa, que estaba situada en el departamento de Yonne y la región de Borgoña.

## Composición
El cantón estaba formado por siete comunas:
- Bléneau
- Champcevrais
- Champignelles
- Rogny-les-Sept-Écluses
- Saint-Privé
- Tannerre-en-Puisaye
- Villeneuve-les-Genêts

## Supresión del cantón de Bléneau
En aplicación del Decreto n.º 2014-156 de 13 de febrero de 2014, el cantón de Bléneau fue suprimido el 22 de marzo de 2015 y sus 7 comunas pasaron a formar parte del nuevo cantón de Cœur de Puisaye.